# آنتونیو کازاله
آنتونیو کازاله (ایتالیایی: Antonio Casale؛ ‏ ۱۷ مهٔ ۱۹۳۲ – ۴ فوریهٔ ۲۰۱۷) بازیگر اهل ایتالیا بود.
از فیلم‌هایی که وی در آن نقش داشته‌است، می‌توان به خوب، بد، زشت، سرت را بدزد، احمق!، مظنون، آرنا، کالیگولا، قاتل ۷۷؛ مرده یا زنده، آنا، آن لذت خاص، چه بر سر سولانژ آوردی؟، میلان می‌لرزد: پلیس به‌دنبال عدالت، اقدام بی‌سروصدا، مانایا و کالبدگشایی اشاره کرد.